# Partido Renovador Institucional Acción Nacional
Der Partido Renovador Institucional Acción Nacional (spanisch für Institutionelle Erneuerungspartei Nationale Aktion, PRIAN) war von 2002 bis 2014 eine konservativ-populistische Partei in Ecuador. Ihr Gründer und bekanntester Vertreter war der Unternehmer Álvaro Noboa, der als reichster Mann Ecuadors gilt. Vorsitzender der Partei war Vicente Taiano, bei den Wahlen 2006 Vizepräsidentschaftskandidat Noboas.
Die Partei entstand, nachdem sich Noboa, der bei den Präsidentschaftswahlen 1998 als Kandidat des populistischen Partido Roldosista Ecuatoriano (PRE) in der Stichwahl dem Christdemokraten Jamil Mahuad unterlegen war, mit dem Gründer und politischen Führer des PRE, Abdalá Bucaram überwarf und eine eigene Partei gründete. Sie wurde im April 2002 offiziell gegründet und trat im Oktober desselben Jahres bei den Präsidentschafts- und Parlamentswahlen an. Noboa erreichte als Spitzenkandidat im ersten Wahlgang mit 17,4 % der Stimmen das zweitbeste Ergebnis und unterlag im zweiten Wahlgang mit 46 % Lucio Gutiérrez. Bei den Parlamentswahlen erzielte die Partei auf Anhieb 10 Sitze und wurde viertgrößte Fraktion im Nationalkongress. Nach den Regionalwahlen 2004 stellt die Partei den Präfekten der Provinz Imbabura und die Bürgermeister von 19 der 219 Kantonshauptstädten des Landes, darunter Latacunga, die Hauptstadt der Provinz Cotopaxi.
Bei den Präsidentschaftswahlen 2006 trat Noboa erneut an und erreichte im ersten Wahlgang überraschend mit 26,8 % der Stimmen das beste Ergebnis aller Kandidaten. Im zweiten Wahlgang unterlag er allerdings zum dritten Mal, diesmal dem linksorientierten Rafael Correa.
Zu Beginn der Legislaturperiode 2007–2011 stellte der PRIAN im Nationalkongress mit 28 Abgeordneten den größten Abgeordnetenblock und mit Jorge Cevallos auch den Parlamentspräsidenten. Insgesamt erhielt die Partei bei den parallel zu den Präsidentschaftswahlen abgehaltenen Parlamentswahlen 2006 etwa 24,4 Prozent der Stimmen. In den einwohnerreichsten Provinzen der Küstenregion, Manabí und Guayas, erreichte sie 34,3 bzw. 33,7 Prozent und wurde stärkste Partei; in der bevölkerungsreichsten Provinz der Andenregion belegte sie mit 20,2 Prozent den zweiten Platz. Insgesamt war der PRIAN in fünf der 22 Provinzen (Guayas, Manabí, Carchi, Imbabura und Esmeraldas) stärkste Partei. Die gewählte Abgeordnete Annabella Azín, Ehefrau Álvaro Noboas, erhielt in der Provinz Guayas die landesweit meisten persönlichen Stimmen. 
Im Zuge der politischen Krise um die Einberufung einer Volksbefragung über eine neue Verfassunggebende Versammlung, in deren Verlauf Abgeordnete des PRIAN für die Absetzung des Vorsitzenden des Obersten Wahlgerichts votierten, wurden bis auf drei alle Abgeordneten des PRIAN wie auch die meisten Abgeordneten der übrigen für die Maßnahme stimmenden Parteien vom Wahlgericht wegen Behinderung eines laufenden Wahlprozesses für abgesetzt erklärt. Zu den nicht abgesetzten Abgeordneten gehörten Cevallos und Azín. Nachdem im Zusammenhang mit dieser Angelegenheit auch die Amtszeit der Richter des Verfassungsgerichts, das die Absetzung der Abgeordneten für ungültig erklärt hatte, beendet und für bereits ungültig erklärt wurde, behielt die Absetzung de facto Gültigkeit. Die Homepage des Nationalkongresses wies daher im Juni 2007 nur noch fünf formal dem PRIAN angehörige Abgeordnete aus, die übrigen Ersatzabgeordneten wurden als fraktionslos aufgeführt. Kongresspräsident Cevallos wurde am 10. Juni 2007 wegen seines aus Sicht der Partei unzureichenden Verhaltens bezüglich der abgesetzten Abgeordneten aus der Partei ausgeschlossen.
Die Partei trat wie alle populistischen Parteien des Landes als sozialreformerisch an und betonte darüber hinaus die christliche Ausrichtung ihres Anführers. Insbesondere ein umfassendes Wohnungsbauprogramm für arme Familien, das im kleinen bereits von Noboas privater Stiftung Cruzada Nueva Humanidad durchgeführt wurde, gehörte zu den propagierten Maßnahmen für den Fall der Regierungsübernahme. Das Programm der Partei setzte ansonsten in bedeutendem Maße auf private Unternehmerinitiative. Da die Kandidaten hauptsächlich Vertraute Noboas und Unternehmer waren, wurde die Partei von vielen als klientilistisch und auf die Unternehmerschaft besonders der Küstenregion hin ausgerichtet angesehen. 
Noboa war dafür bekannt, die teuersten Wahlkämpfe aller Kandidaten zu führen, in denen er unter anderem in Armenvierteln Rollstühle, Computer, Lebensmittel und Bargeld verteilte.